# Promozione Toscana 1975-1976
Nella stagione 1975-1976 la Promozione era il quinto livello del calcio italiano (il massimo livello regionale). Qui vi sono le statistiche relative al campionato in Toscana.
Il campionato è strutturato in vari gironi all'italiana su base regionale, gestiti dai Comitati Regionali di competenza. Promozioni alla categoria superiore e retrocessioni in quella inferiore non erano sempre omogenee; erano quantificate all'inizio del campionato dal Comitato Regionale secondo le direttive stabilite dalla Lega Nazionale Dilettanti, ma flessibili, in relazione al numero delle società retrocesse dal Campionato Interregionale e perciò, a seconda delle varie situazioni regionali, la fine del campionato poteva avere degli spareggi sia di promozione che di retrocessione.

## Squadre partecipanti
| Squadra                      | Città                       |
| ---------------------------- | --------------------------- |
| U.S. Borgo a Buggiano        | Borgo a Buggiano (PT)       |
| Camaiore ‘70 S.C.            | Camaiore (LU)               |
| A.S. Castellina              | Castellina in Chianti (FI)  |
| A.S. Cecina                  | Cecina (LI)                 |
| S.C. Cerretese               | Cerreto Guidi (FI)          |
| U.S. Colligiana              | Colle di Val d'Elsa (SI)    |
| U.S. Forte dei Marmi         | Forte dei Marmi (LU)        |
| A.S. Fortis Juventus 1909    | Borgo San Lorenzo (FI)      |
| U.S. Larcianese Plasticfibre | Larciano (PT)               |
| U.S. Libertas                | Tavarnelle Val di Pesa (FI) |
| U.S. Piombino                | Piombino (LI)               |
| U.S. Pontassieve             | Pontassieve (FI)            |
| U.S. Querceta                | Seravezza (LU)              |
| G.S. Rosignano Solvay        | Rosignano Solvay (LI)       |
| A.S. Terranuovese            | Terranuova Bracciolini (AR) |
| A.C. Volterrana              | Volterra (PI)               |

## Classifica finale
|  | Pos. | Squadra                 | Pt  | G   | V   | N   | P   | GF  | GS  | DR  |
|  | ---- | ----------------------- | --- | --- | --- | --- | --- | --- | --- | --- |
|  | 1.   | Cecina                  | 47  | 30  | 20  | 7   | 3   | 47  | 12  | +35 |
|  | 2.   | Cerretese               | 45  | 30  | 18  | 9   | 3   | 42  | 18  | +24 |
|  | 3.   | Piombino                | 44  | 30  | 18  | 8   | 4   | 47  | 20  | +27 |
|  | 4.   | Castellina              | 40  | 30  | 17  | 6   | 9   | 43  | 19  | +24 |
|  | 5.   | Forte dei Marmi         | 36  | 30  | 15  | 6   | 9   | 42  | 31  | +11 |
|  | 6.   | Rosignano Solvay        | 33  | 30  | 12  | 9   | 9   | 38  | 31  | +7  |
|  | 7.   | Larcianese Plasticfibre | 32  | 30  | 12  | 8   | 10  | 35  | 32  | +3  |
|  | 8.   | Camaiore '70            | 28  | 30  | 10  | 8   | 12  | 35  | 35  | 0   |
|  | 8.   | Colligiana              | 28  | 30  | 10  | 8   | 12  | 29  | 39  | -10 |
|  | 10.  | Volterrana              | 27  | 30  | 9   | 9   | 12  | 22  | 27  | -5  |
|  | 11.  | Terranuovese            | 26  | 30  | 9   | 9   | 12  | 24  | 30  | -6  |
|  | 12.  | Fortis Juventus         | 22  | 30  | 7   | 8   | 15  | 25  | 35  | -10 |
|  | 13.  | Querceta                | 22  | 30  | 5   | 12  | 13  | 26  | 39  | -13 |
|  | 14.  | Borgo a Buggiano        | 20  | 30  | 6   | 8   | 16  | 24  | 53  | -29 |
|  | 15.  | Pontassieve             | 16  | 30  | 5   | 6   | 19  | 24  | 50  | -26 |
|  | 16.  | Libertas                | 13  | 30  | 2   | 9   | 19  | 18  | 50  | -32 |
|  |      |                         | 479 | 480 | 175 | 130 | 175 | 521 | 521 | 0   |

Cecina e Cerretese sono promosse in Serie D.

Nessuna retrocessione per ampliamento quadri.